# 塞米赫·德尼兹
塞米赫·德尼兹（土耳其語：Semih Deniz，1989年1月5日—），土耳其男子田径运动员。他曾代表土耳其参加2012年和2016年夏季残疾人奥林匹克运动会田径比赛，其中2016年夏季残奥会获得一枚铜牌。